# Regió d'Andrés Avelino Cáceres

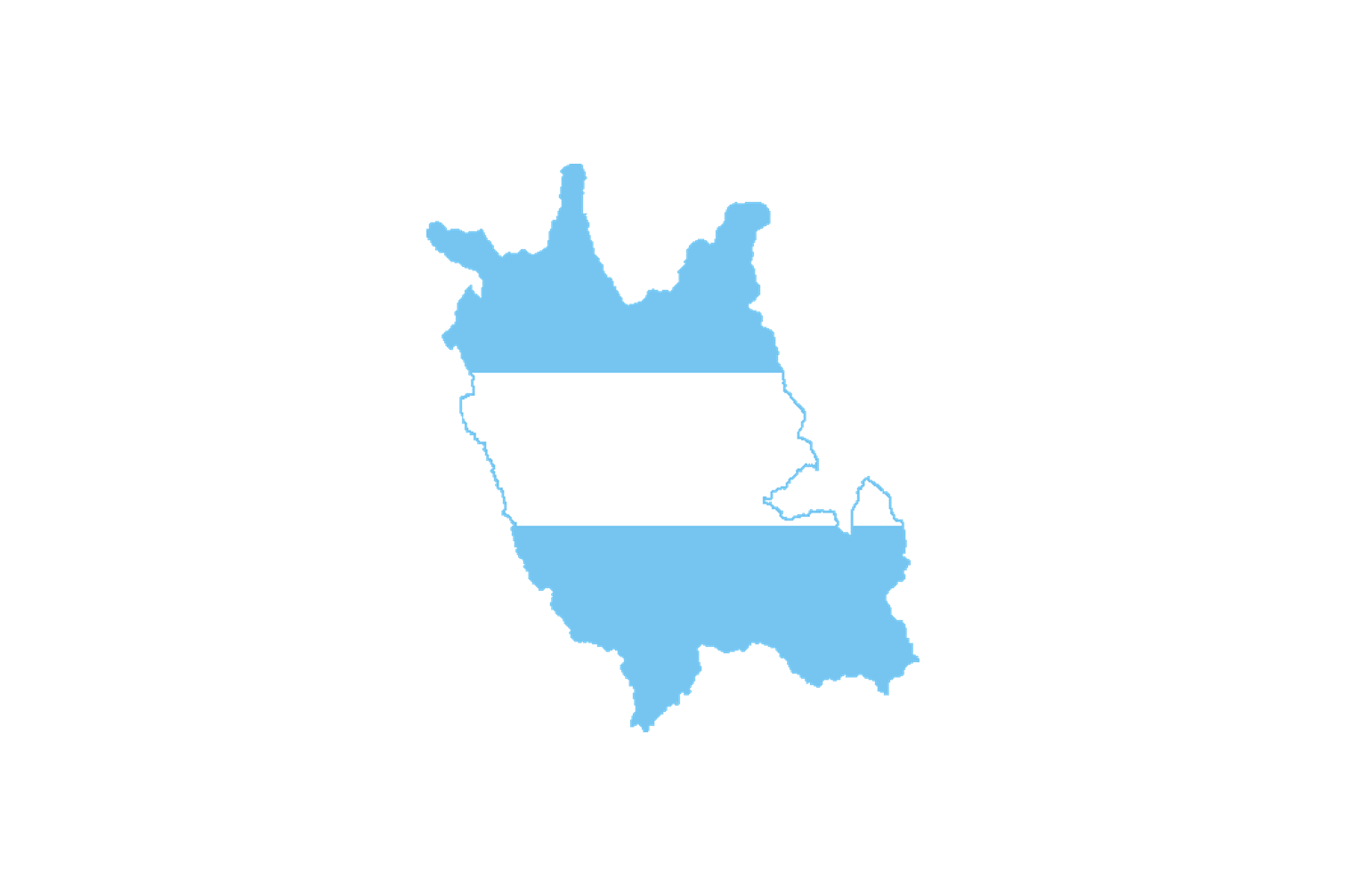
Bandera

La regió d'Andrés Avelino Cáceres fou una divisió territorial del Perú que va existir entre 1987 i 1992.
La regió estava formada pels departaments d'Huánuco, Pasco i Junín.

## Bandera y emblema
La bandera regional era blanca amb un mapa de la regió al centre que al seu torn estava format per tres franges horitzontals, blau cel, blanc i blau cel, simbolitzant cadascunt dels departaments.
L'emblema incloïa el rostre d'Andrés Avelino Cáceres, tres vegades president del Perú